# Elaphropus
Elaphropus  (лат.) — род жужелиц из подсемейства трехин. Род подразделён на семь подродов, которых разные авторы могут выносить самостоятельными родами. Описано около 350 видов. Живут в лесной подстилке.
Характерные признаки для представителей рода:
- жуки очень маленькие; тело выпуклое;
- бока заднего края переднеспинки перпендикулярные продольной оси тела, или задний край более или менее прямолинейный.